# Lago Waikaremoana

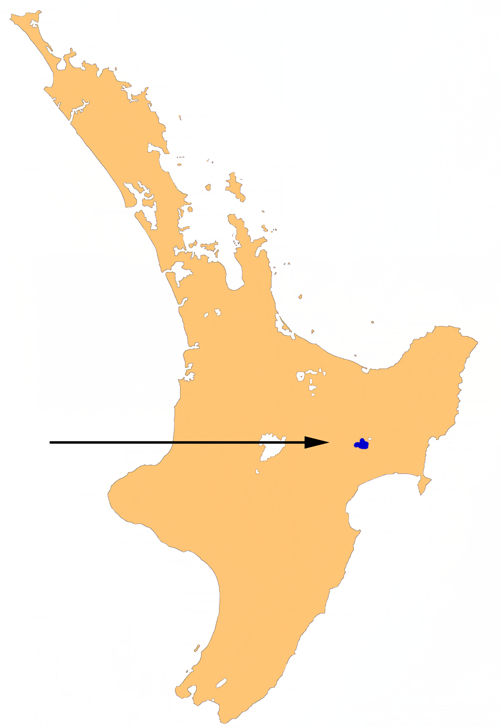
Ubicación en el mapa de la Isla del Norte.

El lago  Waikaremoana con una superficie de 54 km², es un lago situado en el parque nacional de Te Urewera en la Isla Norte de Nueva Zelanda. Se encuentra 60 km al noroeste de Wairoa y 80 km al suroeste de  Gisborne. Este es el lago más profundo de la isla: 256 metros. Su superficie está a 600 m sobre el nivel del mar.
Rodeado por una selva virgen, el lago es un destino turístico. Es especialmente apreciado por los  observadores de aves pudiéndose ver kiwis, la pesca y senderistas (que toman un camino que conduce a un monte llamado Panekiri Bluff).
El lago está situado en el centro del país Tuhoe. Allí se encuentra el pueblo de Āniwaniwa y una oficina del Departamento de Conservación .
Su nombre es  Maorí y significa «mar de aguas ondulantes».
El Lago Waikareiti, más pequeño, está situado a 4 km al noreste de Lago Waikaremoana.

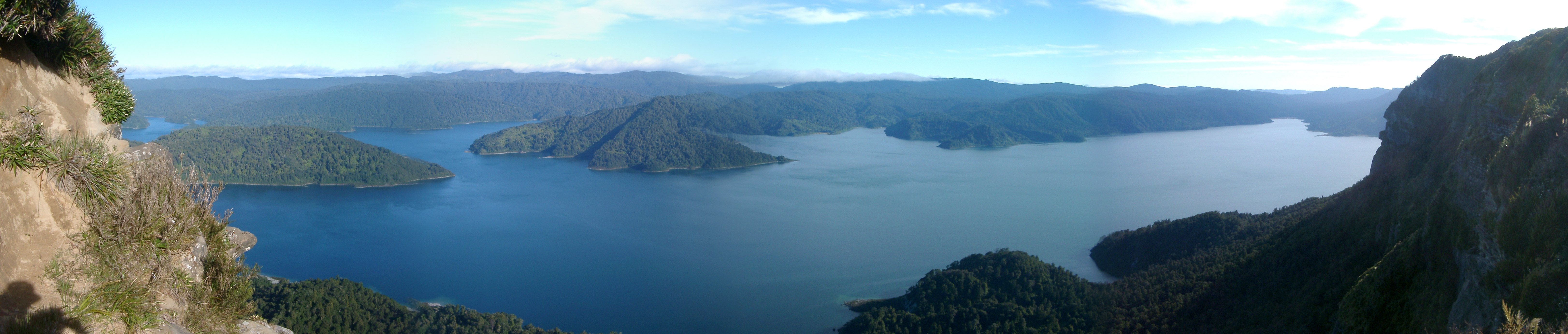
Vista del lago Waikaremoana desde Panekiri Bluff.

- Datos: Q4272
- Multimedia: Lake Waikaremoana / Q4272